# Danh sách nhà ngôn ngữ học
Sau đây là danh sách một số các nhà ngôn ngữ học.

## A
- John Langshaw Austin (1911-1960) Anh

## B
- Charles Bally (1865-1947) Pháp
- Yehoshua Bar-Hillel (1915-1975) Israel
- Émile Benveniste (1902-1976) Pháp
- Derek Bickerton (1926-) Hoa Kỳ
- Wilhelm Bleek (1827-1875) Đức
- Leonard Bloomfield (1887-1949) Hoa Kỳ
- Franz Boas (1858-1942) Hoa Kỳ
- Dwight Bolinger (1907-1992) Hoa Kỳ
- Franz Bopp (1791-1867) Đức
- Jorge Luis Borges (1899-1986) Argentina
- John Bowring (1792-1872) Anh
- Wilhelm Braune (1850-1926) Đức
- Michel Bréal (1832-1915) Pháp
- Karl Brugmann (1849-1919) Đức

## C
- John Chadwick (1902-1998) Anh
- Jean-François Champollion (1790-1832) Pháp
- Noam Chomsky (1928-) Hoa Kỳ
- David Crystal (1941-) Anh
- Cao Xuân Hạo () Việt Nam

## D
- Vladimir Ivanovich Dall (Владимир Иванович Даль) (1801-1872) Nga
- Donald Davidson (1917-2003) Hoa Kỳ
- Ali Akbar Dehkhoda (علی‌اکبر دهخدا) (1879-1959) Iran
- Berthold Delbrück (1842-1922) Đức
- Clement Martyn Doke (1893-1980) Cộng hòa Nam Phi

## E
- Umberto Eco (1932-) Ý
- Michael Everson (1963-) Hoa Kỳ, Ireland

## G
- Brent Galloway (1944-) Hoa Kỳ
- Tamaz Gamkrelidze (თამაზ გამყრელიძე) (1929-) Gruzia
- Alexander Gode (1906-1970) Đức, Hoa Kỳ
- Sidney Greenbaum (1929-1996) Anh
- Joseph Greenberg (1914-2001) Hoa Kỳ
- Paul Grice (1913-1988) Anh
- Jakob Grimm (1785-1863) Đức
- Gustave Guillaume (1883-1960) Pháp

## H
- Mary Haas (1910-1996) Hoa Kỳ
- Péter Hajdú (1923-2002) Hungary
- Kenneth L. Hale (1934-2001) Hoa Kỳ
- Morris Halle (1923-) Latvia, Hoa Kỳ
- Michael Halliday (1925-) Anh, Úc
- Zellig Harris (1909-1992) Hoa Kỳ
- Louis Hjelmslev (1899-1965) Đan Mạch
- Wilhelm von Humboldt (1787-1835) Đức
- Thiên Yết Hưng ( 2003- ) East Laos

## I
- Pavle Ivić (1924-1999) Serbia

## J
- Ray Jackendoff (1945-) Hoa Kỳ
- Vatroslav Jagić (1838-1923) Croatia
- Roman Osipovich Jakobson (Роман Осипович Якобсон) (1896-1982) Nga
- Otto Jespersen (1860-1943) Đan Mạch
- Daniel Jones (1881-1967) Anh
- Sir William Jones (1746-1794) Anh

## K
- Vuk Stefanović Karadžić (1787-1864) Serbia
- Yuri Valentinovich Knorosov (Юрий Валентинович Кнорозов) (1922-) Nga
- Alice Kober (1907-1950) Anh
- Henry Kucera (1925-) Hungary

## L
- William Labov (1927-) Hoa Kỳ
- Sidney Lamb (1929-) Hoa Kỳ
- Karl Richard Lepsius (1810-1884) Đức
- Fred Lukoff (1920-2000) Hoa Kỳ
- Li Fang-kuei (1902-1987) Trung Hoa
- Lê Khả Kế (1918-2000) Việt Nam
- Lê Ngọc Trụ () Việt Nam
- Lê Văn Lý () Việt Nam

## M
- Nikolay Yakovlevich Marr (Никола́й Я́ковлевич Марр) (1864-1934) Nga, Gruzia
- André Martinet (1908-1999) Pháp
- Carl Meinhof (1857-1944) Đức
- Franc Miklošič (1813-1891) Slovenia

## N
- Nguyễn Kim Thản () Việt Nam
- Nguyễn Tài Cẩn () Việt Nam
- Nguyễn Đình Hòa () Việt Nam
- Nguyễn Khắc Kham () Việt Nam
- Nguyễn Bạt Tụy () Việt Nam
- Nguyễn Lân Trung () Việt Nam
- Nguyễn Hiến Lê () Việt Nam

## P
- Holger Pedersen (1867-1953) Đan Mạch
- Mario Pei (1901-1978) Hoa Kỳ

## R
- Rasmus Christian Rask (1787-1832) Đan Mạch
- Alexandre de Rhodes (1591-1660) Pháp

## S
- Edward Sapir (1884-1939) Hoa Kỳ
- Ferdinand de Saussure (1857-1913)  Thụy Sĩ
- Aurélien Sauvageot (1897-1988) Pháp
- Archibald Henry Sayce (1845-1933) Anh
- August Schleicher (1821-1868) Đức
- Johannes Schmidt (1843-1901) Đức
- John Searle (1932-) Hoa Kỳ
- Morris Swadesh (1909-1967) Hoa Kỳ

## T
- J. R. R. Tolkien (1892-1973) Anh
- Nikolai Sergeevich Trubetzkoy (Николай Сергеевич Трубецкой) (1890-1938) Nga
- Peter Trudgill (1941-) Anh
- Trương Vĩnh Ký (1837-1898) Việt Nam

## V
- Michael Ventris (1922-1956) Anh

## W
- Diedrich Westermann (1875-1956) Đức
- Ernst Oswald Johannes Westphal (1919-1990) Cộng hòa Nam Phi
- Benjamin Lee Whorf (1897-1941) Hoa Kỳ
- Anna Wierzbicka (1938-) Ba Lan
- Nicholas Williams (1943-) Anh

## Z
- L. L. Zamenhof (1859-1917) Ba Lan
- Ghil'ad Zuckermann (1971-) Anh, Ý, Israel, Úc